# Tony Burgess
Pour les articles homonymes, voir Burgess.
Œuvres principales
- Trilogie Pontypool

Tony Burgess, né le 7 septembre 1959 à Toronto, est un écrivain et scénariste canadien.

## Œuvres

### TrilogiePontypool
- (en) The Hellmouths of Bewdley, 1997
- (en) Pontypool Changes Everything, 1998
- (en) Caesarea, 1999

### Recueils de nouvelles
- (en) Fiction for Lovers: A Small Bouquet of Flesh, Fear, Larvae, and Love, 2003
- (en) Ravenna Gets, 2010

### Romans
- Cashtown, Les Allusifs, 2011 ((en) People Live Still In Cashtown Corners, 2010), trad. Christophe Bernard, 136 p.  (ISBN 978-2-923682-24-2)
- Idaho Winter, Les Allusifs, 2013 ((en) Idaho Winter, 2011), trad. Christophe Bernard, 152 p.  (ISBN 978-2-923682-32-7)
- La Contre-nature des choses, Actes Sud, coll. « Exofictions », 2018 ((en) The n-Body Problem, 2013), trad. Hélène Frappat, 192 p.  (ISBN 978-2-330-09253-5)

## Adaptation cinématographique
- Pontypool, adaptation par Tony Burgess de son roman Pontypool Changes Everything, est sorti au cinéma en 2006.